# والتر دونالدسون
والتر دونالدسون (بالإنجليزية: Walter Donaldson)‏ هو عازف بيانو وملحن وكاتب أغاني أمريكي، ولد في 15 فبراير 1893 في نيويورك في الولايات المتحدة، وتوفي في 15 يوليو 1947 في سانتا مونيكا في الولايات المتحدة.

## وصلات خارجية
- الموقع الرسمي
- والتر دونالدسون على موقع IMDb (الإنجليزية)
- والتر دونالدسون على موقع الموسوعة البريطانية (الإنجليزية)
- والتر دونالدسون على موقع ميوزك برينز (الإنجليزية)
- والتر دونالدسون على موقع قاعدة بيانات برودواي على الإنترنت (الإنجليزية)
- والتر دونالدسون على موقع إن إن دي بي (الإنجليزية)
- والتر دونالدسون على موقع أول ميوزيك (الإنجليزية)
- والتر دونالدسون على موقع ديسكوغز (الإنجليزية)